# Rejestr zbiorów danych osobowych
Rejestr zbiorów danych osobowych – do 24 maja 2018 r. włącznie ogólnokrajowy, jawny rejestr zbiorów danych osobowych zgłoszonych przez administratorów danych, prowadzony przez Generalnego Inspektora Ochrony Danych Osobowych na podstawie art. 42 ustawy z dnia 22 stycznia 1997 r. o ochronie danych osobowych.
Rejestr prowadzony był w formie ksiąg rejestrowych według wzoru ustalonego w Zarządzeniu nr 11 Generalnego Inspektora Ochrony Danych Osobowych z dnia 8 grudnia 1998 r. w sprawie rejestru zbiorów danych osobowych. Księga rejestrowa prowadzona była osobno dla każdego zarejestrowanego zbioru i zawierała numer porządkowy, nazwę zbioru danych oraz datę jej założenia. Z każdą księgą rejestrową związane były osobne akta rejestrowe zawierające wszelkie dokumenty stanowiące podstawę wpisów do rejestru.
Od 7 lipca 2006 roku rejestr był dostępny w internecie dzięki elektronicznej platformie komunikacji e-GIODO. System został zbudowany dzięki unijnemu programowi „Sektorowy Program Operacyjny Wzrost Konkurencyjności Przedsiębiorstw, lata 2004–2006”. Kosztował 1,2 mln zł netto i został wykonany przez spółki: Emax, Winuel i Max Elektronik.